# Dynastor napoleon
Dynastor napoleon é uma borboleta neotropical da família Nymphalidae, subfamília Satyrinae e tribo Brassolini, encontrada no Brasil (sudeste e região sul). Esta espécie é a maior do seu gênero, com as fêmeas
atingindo até 17 centímetros de envergadura. Os machos são um pouco menores (cerca de 13 centímetros de envergadura), sendo mais coloridos do que as fêmeas. A maior parte das asas anteriores e posteriores são de um marrom escuro, enquanto as áreas marginais (particularmente nas asas posteriores) são de cor laranja brilhante.

## Hábitos
Como citado para a espécie Dynastor darius, é provável que as borboletas D. napoleon voem principalmente ao anoitecer, solitárias, até que a escuridão da noite as capture. Tanto quanto se sabe, as trombas rudimentares das espécies do gênero Dynastor não permitem a alimentação no adulto. Não visitam frutos ou outras fontes de nutrição. Assim, o adulto provavelmente tem um curto período de vida. D. napoleon é uma espécie rara e associada a ambientes de altitude elevada.

## Ciclo de vida
A alimentação das lagartas de D. napoleon constitui-se de plantas da família Bromeliaceae (como Ananas comosus, o Abacaxi, e Aechmea nudicaulis). A lagarta, em seu estágio final, é de coloração verde com características manchas ovais no dorso e bifurcação na região da cauda; dotada de cabeça pilosa e com projeções similares a chifres.